# طلعت خان‌لاروف
طلعت خان‌لاروف (انگلیسی: Talaat Khanlarov; ۲۶ اوت ۱۹۲۷ – ۲۰۰۴) معمار اهل اتحاد جماهیر شوروی سوسیالیستی بود.
وی همچنین برندهٔ جوایزی همچون نشان برجسته افتخار شده‌است.